# اصفهان (قطعه موسیقی)
«اصفهان» قطعهٔ موسیقی از هنرمندان اهل ایالات متحده آمریکا دوک الینگتون و بیلی استریهورن است. این قطعه در آلبوم سوئیت خاور دور انتشار یافته‌است. اصفهان نام شهری در ایران است. جانی هادجز تک نواز ساکسیفون در این قطعه است. نام این قطعه در ابتدا الف بود و ماه‌ها قبل از سفر گروه به ایران ساخته شده بود.